# Matic Osovnikar
Matic Osovnikar (Kranj, 19 januari 1980) is een Sloveens voormalig atleet, gespecialiseerd in de 100 m. Hij nam driemaal deel aan de Olympische Spelen. Hij is Sloveens recordhouder op diverse sprintnummers.

## Biografie
In 2000 maakte hij als estafetteloper zijn olympisch debuut bij de Spelen van Sydney. Samen met Matic Šušteršič, Boštjan Fridrih en Urban Acman bereikte hij de halve finale op de 4 × 100 m estafette. In deze halve finales werden ze gediskwalificeerd. Vier jaar later, bij de Olympische Spelen van Athene, miste hij maar net de halve finales op de 100 m, nadat hij in de kwartfinales in dezelfde tijd als Vicente de Lima vierde was geëindigd. Op de 200 m bereikte Osovnikar wel de halve finales, waarin hij als laatste eindigde.
Zijn grootste succes is het behalen van een bronzen medaille op de 100 m tijdens de Europese kampioenschappen van 2006 in Göteborg. Op de WK van 2007 in Osaka werd Osovnikar in de finale van de 100 m zevende in 10,23 s. Op de Olympische Spelen van 2008 in Peking sneuvelde hij in de kwartfinale van de 100 m met een tijd van 10,24 s. Ook op de 200 m was de kwartfinale zijn eindstation. 
Tijdens de Europese kampioenschappen van 2012 in Helsinki eindigde het toernooi van Osovnikar al in de series, waar hij in totaal 26e werd in een tijd van 10,60 s.

## Titels
- Sloveens kampioen 100 m - 2000, 2001, 2003, 2004, 2005, 2006, 2007, 2008, 2009, 2010, 2011, 2012
- Sloveens kampioen 200 m - 2001, 2003, 2004, 2005, 2006, 2007
- Sloveens indoorkampioen 60 m - 2003, 2004, 2009
- Sloveens indoorkampioen 2000 m - 2003, 2004, 2005

## Persoonlijke records
Outdoor
| Onderdeel | Prestatie    | Datum            | Plaats |
| --------- | ------------ | ---------------- | ------ |
| 100 m     | 10,13 s (NR) | 25 augustus 2007 | Osaka  |
| 200 m     | 20,47 s (NR) | 24 augustus 2004 | Athene |

Indoor
| Onderdeel | Prestatie    | Datum           | Plaats     |
| --------- | ------------ | --------------- | ---------- |
| 50 m      | 5,86 s       | 5 maart 2010    | Liévin     |
| 60 m      | 6,58 s (NR)  | 5 maart 2004    | Boedapest  |
| 100 m     | 10,41 s      | 4 februari 2006 | Tampere    |
| 200 m     | 20,77 s (NR) | 14 maart 2003   | Birmingham |

## Palmares

### 60 m
- 2004: 5e WK indoor - 6,58 s
- 2005: 5e in ½ fin. EK indoor - 6,66 s
- 2006: 4e WK indoor - 6,58 s
- 2007: 4e EK indoor - 6,63 s
- 2009: 5e in reeksen EK indoor - 6,74 s

### 100 m
- 2001: 6e Middellandse Zeespelen - 10,32 s
- 2002: 7e in ½ fin. EK - 10,49 s
- 2003: 7e in ½ fin. WK - 10,35 s
- 2004: 4e in ¼ fin. OS - 10,26 s
- 2005:  Middellandse Zeespelen - 10,35 s
- 2005: 7e in ¼ fin. WK - 10,48 s
- 2005:  Europacup A - 10,63 s
- 2006:  Europacup B - 10,45 s
- 2006:  EK - 10,14 s
- 2007: 7e WK - 10,23 s
- 2007: 7e Wereldatletiekfinale - 10,35 s
- 2008: 5e in ¼ fin. OS - 10,24 s
- 2009: 5e in reeksen WK - 10,52 s
- 2010: 5e in ½ fin. EK - 10,51 s
- 2012: 6e in reeksen EK - 10,60 s

### 200 m
- 2002: 6e in reeksen EK - 21,55 s
- 2002: 3e in reeksen EK indoor - 21,26 s
- 2003: 4e WK indoor - 21,17 s
- 2004: 8e in ½ fin. OS - 20,89 s
- 2005: DNS in ½ fin. EK indoor
- 2005:  Middellandse Zeespelen - 20,75 s
- 2005: 5e in reeksen WK - 20,94 s
- 2005:  Europacup A - 21,36 s
- 2006: 8e in ½ fin. EK - 21,08 s
- 2006: 4e Europacup B - 21,01 s
- 2007: 5e in ¼ fin. WK - 20,65 s
- 2008: 8e in ¼ fin. OS - 20,95 s
- 2010: 7e in reeksen EK - 21,36 s

### 4 x 100 m
- 2000: DSQ ½ fin. OS
- 2002: 6e in ½ fin. EK - 39,71 s
- 2005:  Middellandse Zeespelen - 39,57 s
- 2006: DNF reeksen EK
- 2010: DSQ in reeksen EK

- World Athletics: 14225137
- Virtual International Authority File: 77154440223135342957